# Harry Palmer (animateur)
Pour les articles homonymes, voir Harry Palmer (homonymie) et Palmer.
Harry Palmer est un réalisateur, scénariste, animateur et producteur américain né vers 1880, décédé le 17 août 1955 à Miami (États-Unis).

## Filmographie

### Département animation

#### Cinéma
- 1916 : Professor Bonehead Is Shipwrecked

#### Courts-métrages
- 1914 : The Siege of Liège
- 1915 : Doctor Monko
- 1915 : Great Americans
- 1915 : Hotel de Gink
- 1915 : Industrial Investigation
- 1915 : Ma Tries to Reduce
- 1915 : Moving Day
- 1915 : Pa Buys a Flivver
- 1915 : Pa Dreams He Wins the War
- 1915 : Pa Feigns Sickness
- 1915 : Pa Lectures on the War
- 1915 : Pa Sees Some New Styles
- 1915 : Pa Takes a Flier in Stocks
- 1915 : Professor Dabbler
- 1915 : Taft Playing Golf
- 1915 : The Dancing Lesson
- 1915 : The Dove of Peace
- 1915 : The Family Adopts a Camel
- 1915 : The Family in Mexico
- 1915 : The Family's Taste in Modern Furniture
- 1915 : The Reelem Moving Picture Co.
- 1915 : The Skating Craze
- 1916 : 'Twas Ever Thus
- 1916 : Abraham and the Opossum
- 1916 : As an Umpire Nosey Ned Is an Onion
- 1916 : Babbling Bess
- 1916 : Babbling Bess
- 1916 : Curfew Shall Not Ring
- 1916 : Diary of a Murderer
- 1916 : Estelle and Her Movie Hero
- 1916 : Golf
- 1916 : Haystack Horace, or A Knight of the Road
- 1916 : I'm Insured
- 1916 : Inspiration
- 1916 : Johnny's Romeo
- 1916 : Johnny's Stepmother and the Cat
- 1916 : Kuring Korpulent Karrie
- 1916 : Ma Drives a Car
- 1916 : Mr. Jocko from Jungletown
- 1916 : Music As a Hair Restorer
- 1916 : Nosey Ned Commandeers an Army Mule
- 1916 : Nosey Ned and His New Straw Lid
- 1916 : Nosey Ned
- 1916 : Nosey Ned
- 1916 : Old Pfool Pfancy at the Beach
- 1916 : Our Forefathers
- 1916 : Our National Vaudeville
- 1916 : Pa Dreams He Is Lost
- 1916 : Pa Fishes in an Alligator Pond
- 1916 : Pa Rides a Goat
- 1916 : Pa Tries to Write
- 1916 : Pa and Ma Have Their Fortunes Told
- 1916 : Pigs
- 1916 : Scrambled Events
- 1916 : Signs of Spring
- 1916 : The Escapades of Estelle
- 1916 : The Family Visits Florida
- 1916 : The Gnat Gets Estelle's Goat
- 1916 : The Greatest Show on Earth
- 1916 : The Pet Parrot
- 1916 : The Tale of a Whale
- 1916 : The Trials of Thoughtless Thaddeus
- 1916 : Watchful Waiting
- 1916 : Weary's Dog Dream
- 1916 : What's Home Without a Dog?
- 1917 : Absent Minded Willie
- 1917 : Miss Catnip Goes to the Movies
- 1917 : Mr. Common Peepul Investigates
- 1917 : Never Again
- 1917 : Polly's Day at Home
- 1917 : Rastus Runs Amuck
- 1917 : Taming Tony
- 1917 : The Elusive Idea
- 1917 : The Gourmand
- 1917 : The Old Roué Visualizes
- 1917 : They Say Pigs Is Pigs

### Réalisateur

#### Cinéma
- 1916 : Professor Bonehead Is Shipwrecked

#### Courts-métrages
- 1914 : The Siege of Liège
- 1915 : Doctor Monko
- 1915 : Great Americans
- 1915 : Hotel de Gink
- 1915 : Industrial Investigation
- 1915 : Keeping up with the Joneses
- 1915 : Ma Tries to Reduce
- 1915 : Moving Day
- 1915 : Pa Buys a Flivver
- 1915 : Pa Dreams He Wins the War
- 1915 : Pa Feigns Sickness
- 1915 : Pa Lectures on the War
- 1915 : Pa Sees Some New Styles
- 1915 : Pa Takes a Flier in Stocks
- 1915 : Professor Dabbler
- 1915 : Taft Playing Golf
- 1915 : The Dancing Lesson
- 1915 : The Dove of Peace
- 1915 : The Family Adopts a Camel
- 1915 : The Family in Mexico
- 1915 : The Family's Taste in Modern Furniture
- 1915 : The Reelem Moving Picture Co.
- 1915 : The Skating Craze
- 1916 : 'Twas Ever Thus
- 1916 : Abraham and the Opossum
- 1916 : As an Umpire Nosey Ned Is an Onion
- 1916 : Babbling Bess
- 1916 : Babbling Bess
- 1916 : Curfew Shall Not Ring
- 1916 : Diary of a Murderer
- 1916 : Estelle and Her Movie Hero
- 1916 : Golf
- 1916 : Haystack Horace, or A Knight of the Road
- 1916 : I'm Insured
- 1916 : Inspiration
- 1916 : Johnny's Romeo
- 1916 : Johnny's Stepmother and the Cat
- 1916 : Kuring Korpulent Karrie
- 1916 : Ma Drives a Car
- 1916 : Mr. Jocko from Jungletown
- 1916 : Music As a Hair Restorer
- 1916 : Nosey Ned Commandeers an Army Mule
- 1916 : Nosey Ned and His New Straw Lid
- 1916 : Nosey Ned
- 1916 : Nosey Ned
- 1916 : Old Pfool Pfancy at the Beach
- 1916 : Our Forefathers
- 1916 : Our National Vaudeville
- 1916 : Pa Dreams He Is Lost
- 1916 : Pa Fishes in an Alligator Pond
- 1916 : Pa Rides a Goat
- 1916 : Pa Tries to Write
- 1916 : Pa and Ma Have Their Fortunes Told
- 1916 : Pigs
- 1916 : Scrambled Events
- 1916 : Signs of Spring
- 1916 : The Escapades of Estelle
- 1916 : The Family Visits Florida
- 1916 : The Gnat Gets Estelle's Goat
- 1916 : The Greatest Show on Earth
- 1916 : The Pet Parrot
- 1916 : The Tale of a Whale
- 1916 : The Trials of Thoughtless Thaddeus
- 1916 : Watchful Waiting
- 1916 : Weary's Dog Dream
- 1916 : What's Home Without a Dog?
- 1917 : Absent Minded Willie
- 1917 : Miss Catnip Goes to the Movies
- 1917 : Mr. Common Peepul Investigates
- 1917 : Never Again
- 1917 : Polly's Day at Home
- 1917 : Rastus Runs Amuck
- 1917 : Taming Tony
- 1917 : The Elusive Idea
- 1917 : The Gourmand
- 1917 : The Old Roué Visualizes
- 1917 : They Say Pigs Is Pigs

### Producteur

#### Cinéma
- 1916 : Professor Bonehead Is Shipwrecked

#### Courts-métrages
- 1915 : Hotel de Gink
- 1915 : Industrial Investigation
- 1915 : Ma Tries to Reduce
- 1915 : Moving Day
- 1915 : Pa Buys a Flivver
- 1915 : Pa Dreams He Wins the War
- 1915 : Pa Feigns Sickness
- 1915 : Pa Lectures on the War
- 1915 : Pa Sees Some New Styles
- 1915 : Pa Takes a Flier in Stocks
- 1915 : Professor Dabbler
- 1915 : Taft Playing Golf
- 1915 : The Dancing Lesson
- 1915 : The Family Adopts a Camel
- 1915 : The Family in Mexico
- 1915 : The Family's Taste in Modern Furniture
- 1915 : The Reelem Moving Picture Co.
- 1915 : The Skating Craze
- 1916 : 'Twas Ever Thus
- 1916 : Abraham and the Opossum
- 1916 : As an Umpire Nosey Ned Is an Onion
- 1916 : Babbling Bess
- 1916 : Babbling Bess
- 1916 : Curfew Shall Not Ring
- 1916 : Diary of a Murderer
- 1916 : Estelle and Her Movie Hero
- 1916 : Golf
- 1916 : Haystack Horace, or A Knight of the Road
- 1916 : I'm Insured
- 1916 : Inspiration
- 1916 : Johnny's Romeo
- 1916 : Johnny's Stepmother and the Cat
- 1916 : Kuring Korpulent Karrie
- 1916 : Ma Drives a Car
- 1916 : Mr. Jocko from Jungletown
- 1916 : Music As a Hair Restorer
- 1916 : Nosey Ned Commandeers an Army Mule
- 1916 : Nosey Ned and His New Straw Lid
- 1916 : Nosey Ned
- 1916 : Nosey Ned
- 1916 : Old Pfool Pfancy at the Beach
- 1916 : Our Forefathers
- 1916 : Our National Vaudeville
- 1916 : Pa Dreams He Is Lost
- 1916 : Pa Fishes in an Alligator Pond
- 1916 : Pa Rides a Goat
- 1916 : Pa Tries to Write
- 1916 : Pa and Ma Have Their Fortunes Told
- 1916 : Pigs
- 1916 : Scrambled Events
- 1916 : Signs of Spring
- 1916 : The Escapades of Estelle
- 1916 : The Family Visits Florida
- 1916 : The Gnat Gets Estelle's Goat
- 1916 : The Greatest Show on Earth
- 1916 : The Pet Parrot
- 1916 : The Tale of a Whale
- 1916 : The Trials of Thoughtless Thaddeus
- 1916 : Watchful Waiting
- 1916 : Weary's Dog Dream
- 1916 : What's Home Without a Dog?
- 1917 : Absent Minded Willie
- 1917 : Miss Catnip Goes to the Movies
- 1917 : Mr. Common Peepul Investigates
- 1917 : Never Again
- 1917 : Polly's Day at Home
- 1917 : Rastus Runs Amuck
- 1917 : Taming Tony
- 1917 : The Elusive Idea
- 1917 : The Gourmand
- 1917 : The Old Roué Visualizes
- 1917 : They Say Pigs Is Pigs

### Scénariste

#### Cinéma
- 1916 : Professor Bonehead Is Shipwrecked

#### Courts-métrages
- 1914 : The Siege of Liège
- 1915 : Doctor Monko
- 1915 : Great Americans
- 1915 : Hotel de Gink
- 1915 : Industrial Investigation
- 1915 : Ma Tries to Reduce
- 1915 : Moving Day
- 1915 : Pa Buys a Flivver
- 1915 : Pa Dreams He Wins the War
- 1915 : Pa Feigns Sickness
- 1915 : Pa Lectures on the War
- 1915 : Pa Sees Some New Styles
- 1915 : Pa Takes a Flier in Stocks
- 1915 : Professor Dabbler
- 1915 : Taft Playing Golf
- 1915 : The Dancing Lesson
- 1915 : The Dove of Peace
- 1915 : The Family Adopts a Camel
- 1915 : The Family in Mexico
- 1915 : The Family's Taste in Modern Furniture
- 1915 : The Reelem Moving Picture Co.
- 1915 : The Skating Craze
- 1916 : 'Twas Ever Thus
- 1916 : Abraham and the Opossum
- 1916 : As an Umpire Nosey Ned Is an Onion
- 1916 : Babbling Bess
- 1916 : Babbling Bess
- 1916 : Curfew Shall Not Ring
- 1916 : Diary of a Murderer
- 1916 : Estelle and Her Movie Hero
- 1916 : Golf
- 1916 : Ham and Eggs
- 1916 : Haystack Horace, or A Knight of the Road
- 1916 : I'm Insured
- 1916 : Inspiration
- 1916 : Johnny's Romeo
- 1916 : Johnny's Stepmother and the Cat
- 1916 : Kuring Korpulent Karrie
- 1916 : Ma Drives a Car
- 1916 : Mr. Jocko from Jungletown
- 1916 : Music As a Hair Restorer
- 1916 : Nosey Ned Commandeers an Army Mule
- 1916 : Nosey Ned and His New Straw Lid
- 1916 : Nosey Ned
- 1916 : Nosey Ned
- 1916 : Old Pfool Pfancy at the Beach
- 1916 : Our Forefathers
- 1916 : Our National Vaudeville
- 1916 : Pa Dreams He Is Lost
- 1916 : Pa Fishes in an Alligator Pond
- 1916 : Pa Rides a Goat
- 1916 : Pa Tries to Write
- 1916 : Pa and Ma Have Their Fortunes Told
- 1916 : Pigs
- 1916 : Scrambled Events
- 1916 : Signs of Spring
- 1916 : The Escapades of Estelle
- 1916 : The Family Visits Florida
- 1916 : The Gnat Gets Estelle's Goat
- 1916 : The Greatest Show on Earth
- 1916 : The Pet Parrot
- 1916 : The Tale of a Whale
- 1916 : The Trials of Thoughtless Thaddeus
- 1916 : Watchful Waiting
- 1916 : Weary's Dog Dream
- 1916 : What's Home Without a Dog?
- 1917 : Absent Minded Willie
- 1917 : Miss Catnip Goes to the Movies
- 1917 : Mr. Common Peepul Investigates
- 1917 : Never Again
- 1917 : Polly's Day at Home
- 1917 : Rastus Runs Amuck
- 1917 : Taming Tony
- 1917 : The Elusive Idea
- 1917 : The Gourmand
- 1917 : The Old Roué Visualizes
- 1917 : They Say Pigs Is Pigs